# Autorretratos de Dürer

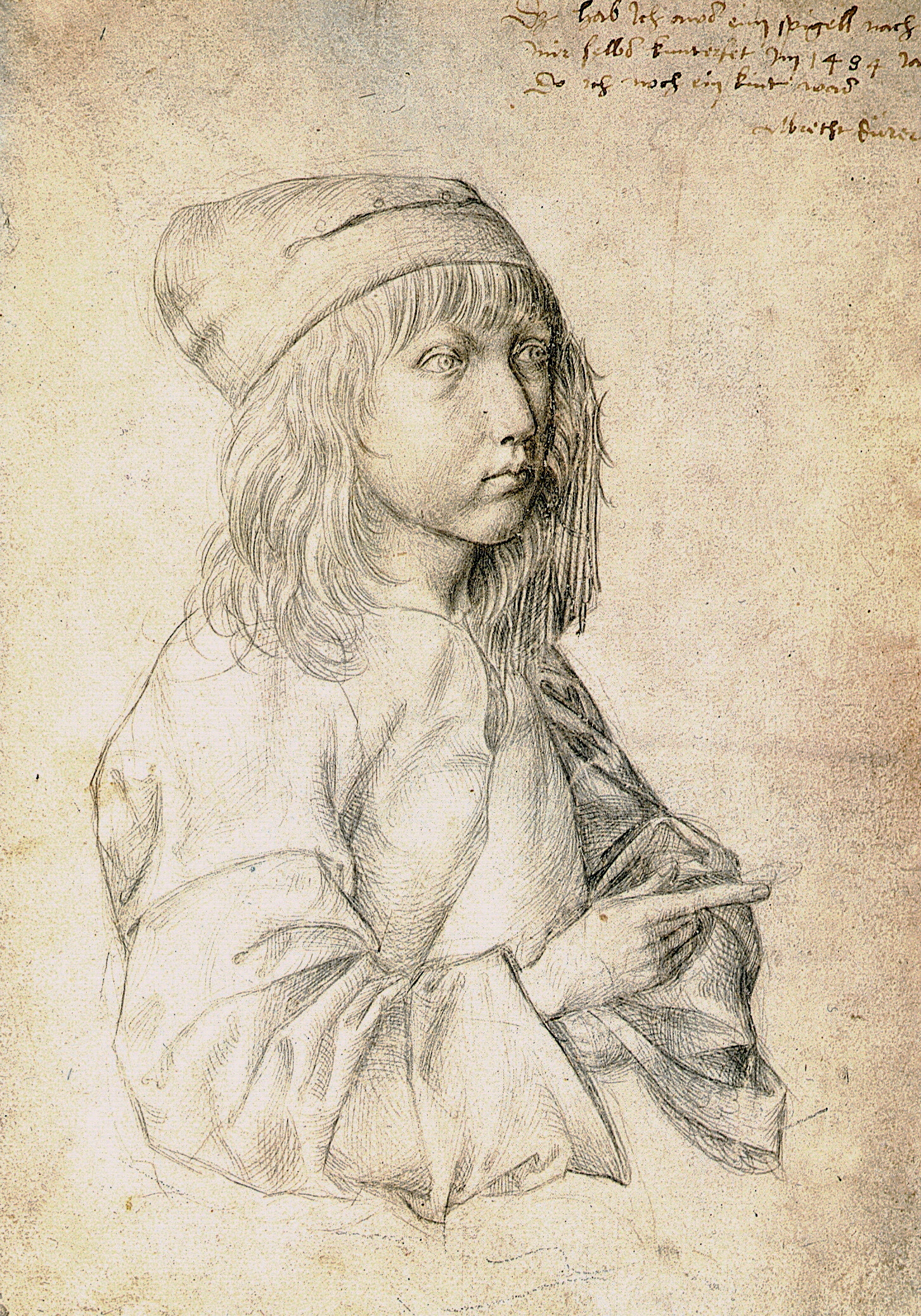
Dürer - Autorretrato aos 13 anos (1484)

Albrecht Dürer é um dos expoentes no que diz respeito à autorretratística. Fascinado pelo gênero dos autorretratos, Dürer foi o primeiro a produzi-los em grande quantidade, seja em pintura ou em desenho. Todos os seus autorretratos pintados demonstram grande confiança e orgulho. Parece mesmo que ele quisesse deixar um rastro glorioso de sua vida através de suas muitas conquistas, e também deixou transparecer suas emoções e estado de espírito do momento.
Dürer potencializa um gênero artístico, até então pouco explorado, e seria seguido por grandes mestres da arte posteriormente, tais como: Rembrandt, Goya, Van Gogh, Edvard Munch, Frida Kahlo, e tantos outros. 
A mais antiga de suas obras sobreviventes é o seu Autorretrato aos 13 anos.
O seu Autorretrato com Luvas de 1498 mostra-o vestido como um nobre veneziano, consciente do seu valor e posição. Os detalhes (roupas excessivamente acentuadas, visual que não combina com a indiferença do cocar) nos fazem pensar que, provavelmente inconscientemente, Dürer está enviando a mensagem de que está, nesta fase de sua vida, pronto para desempenhar um novo papel. Realizou esta pintura quatro anos depois de sua primeira viagem à Itália, como referência à sua atual experiência veneziana, quando conheceu Giovanni Bellini e entendeu que ser pintor poderia levar à liberdade espiritual e à responsabilidade social. “Ao simplificar ao extremo, a pintura parece querer dizer: 'Em Veneza, fiz um balanço do meu próprio valor e agora espero que esse valor seja reconhecido aqui, na Alemanha.'.
A produzida dois anos depois, na Alemanha, mostra um pintor numa forma mais religiosa, classicamente usada na época para representar Jesus Cristo. Ele provavelmente expressa assim seu desejo de indicar que está seguindo o caminho do Senhor. Profundamente religioso e certamente impressionado com os infortúnios da Alemanha da época, Dürer está muito mais preocupado com a vida após a sua morte. Foi nessa época que produziu a série sobre o apocalipse.
Nestes dois autorretratos, como nos demais, Dürer distancia-se da realidade e organiza uma produção teatral. Ele é incapaz ou não quer mostrar quem ele realmente é.
Também se representa regularmente nas suas obras, para afirmar o seu estatuto de artista, como na Virgem da Festa do Rosário ou no Retábulo de Landauer.

Autorretratos de Dürer
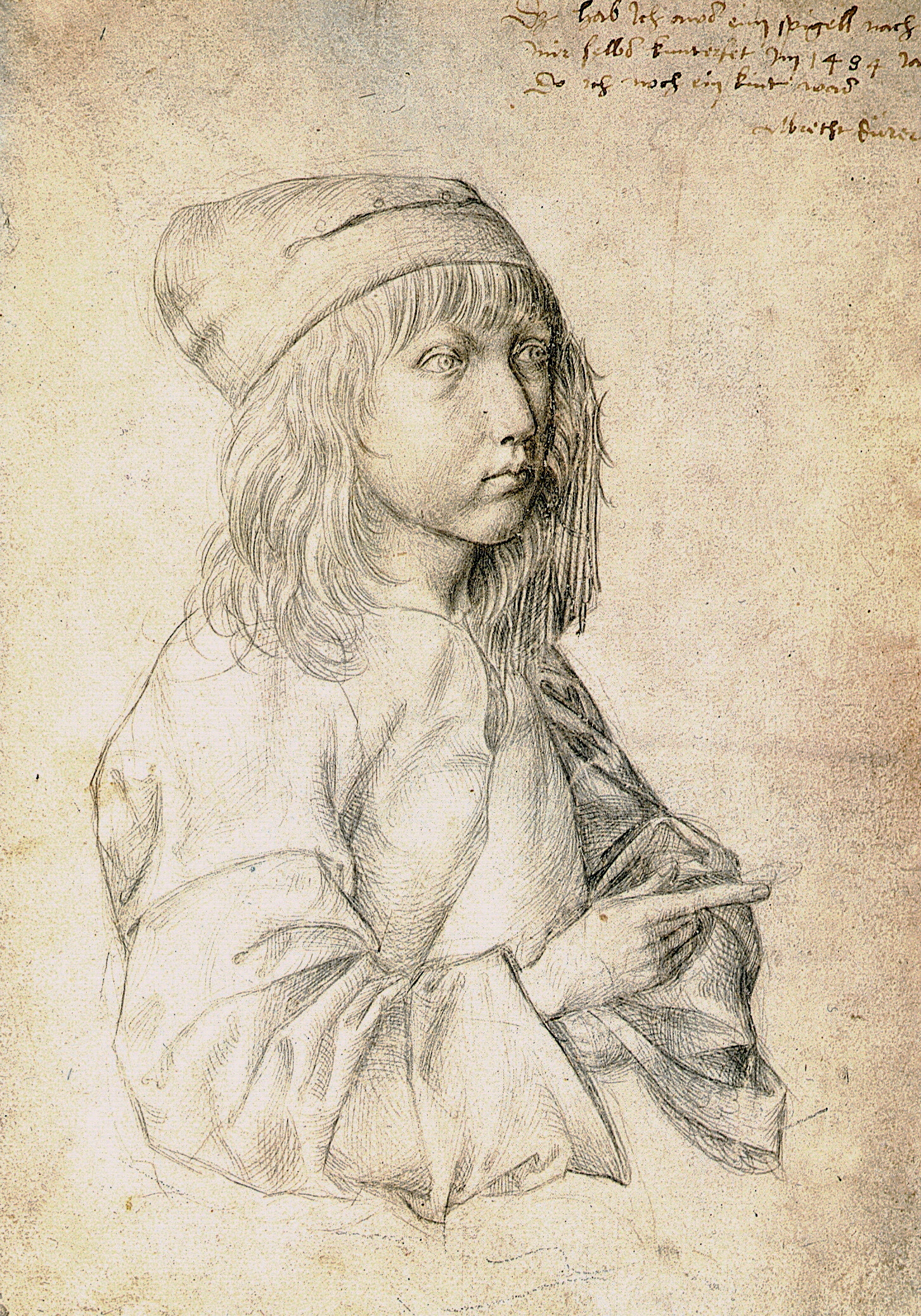
Autorretrato aos 13 anos, 1484, Albertina (Viena).
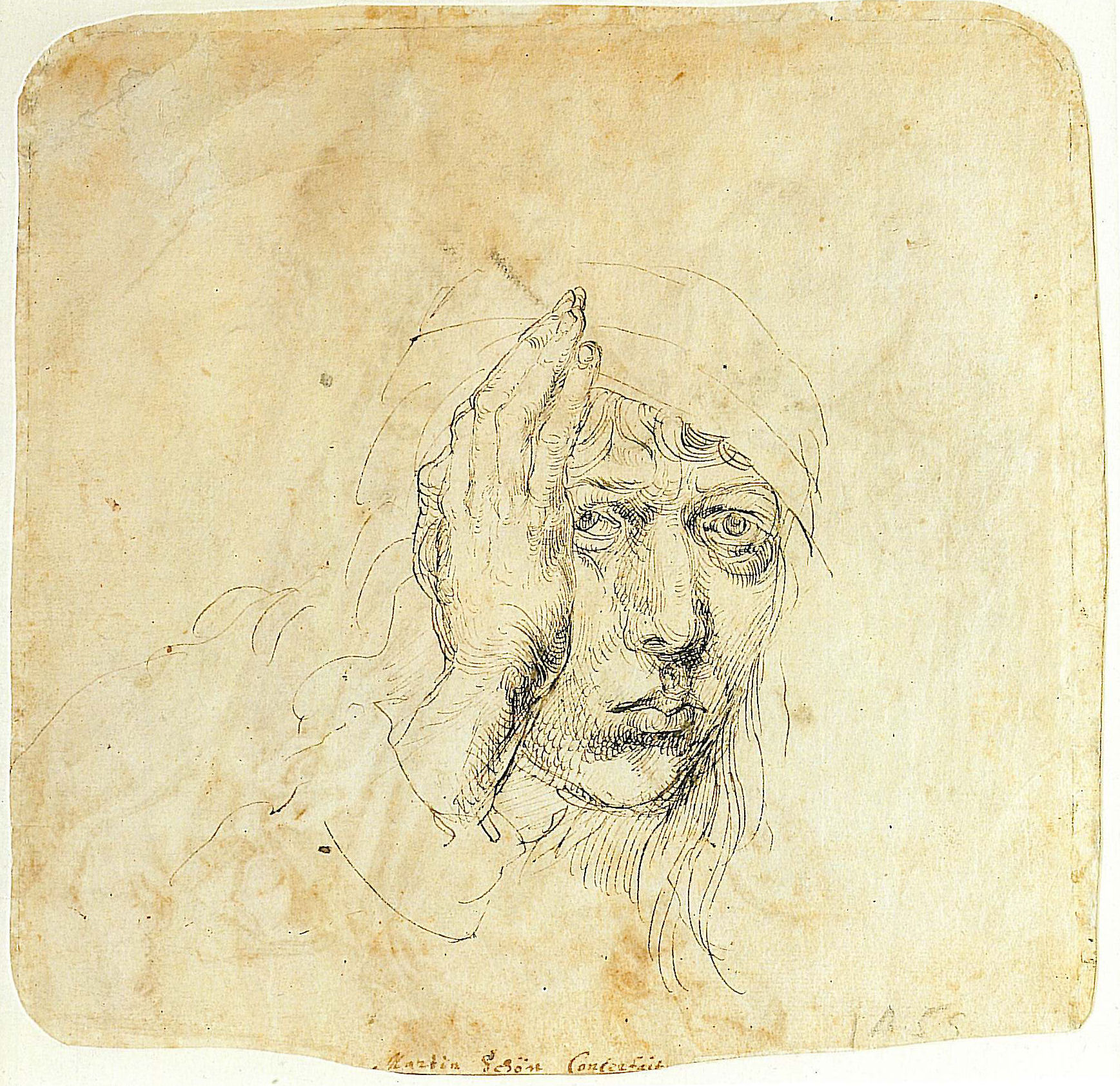
Autorretrato com curativo, 1491-1492, Universitätsbibliothek Erlangen-Nürnberg, Nuremberg.
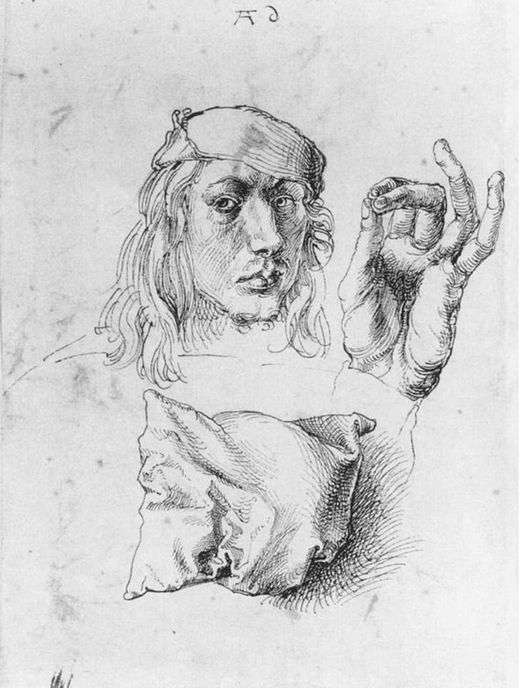
Autorretrato com travesseiro, 1491-1492, Metropolitan Museum of Art, Nova York.
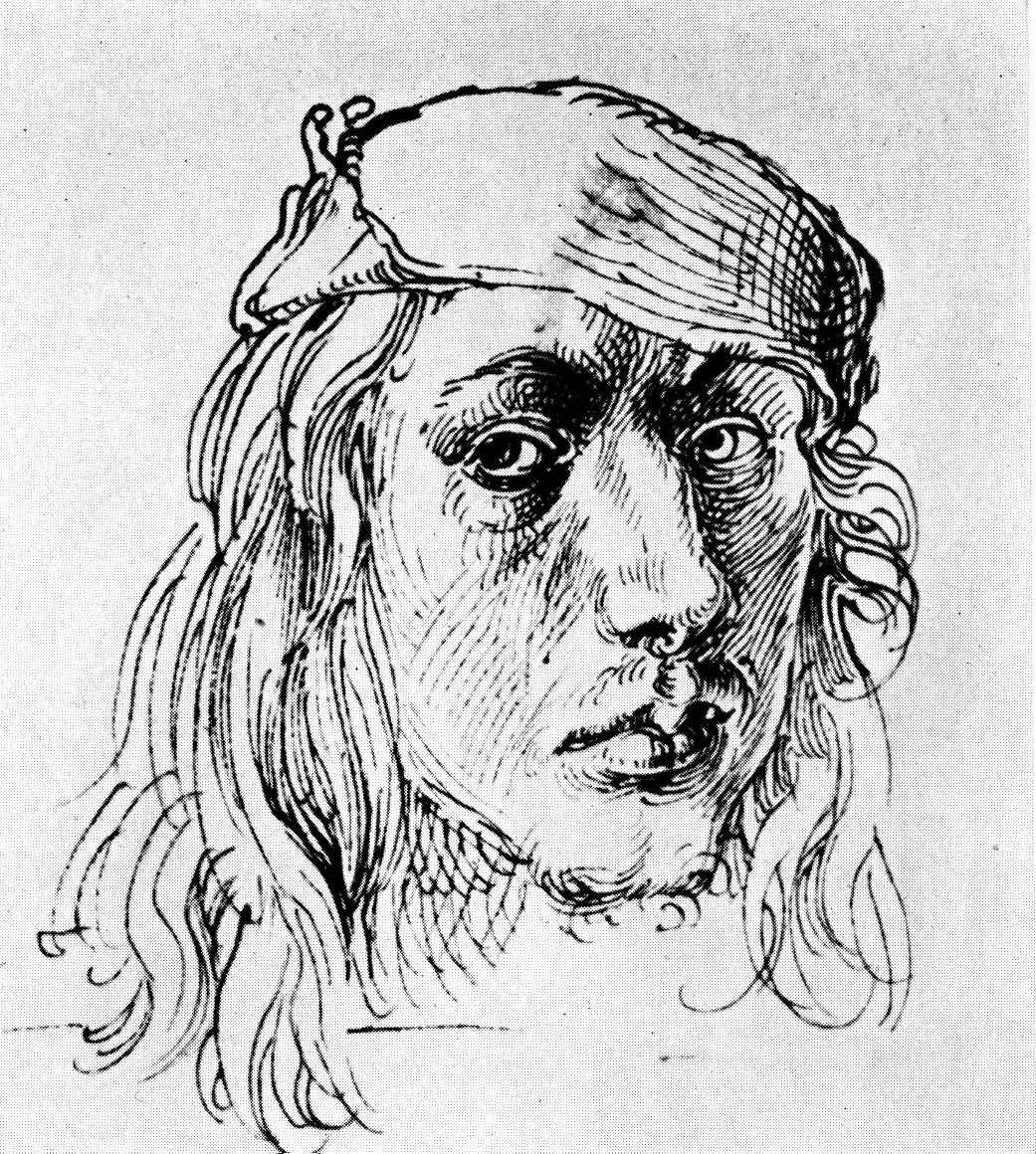
Autorretrato, 1493.
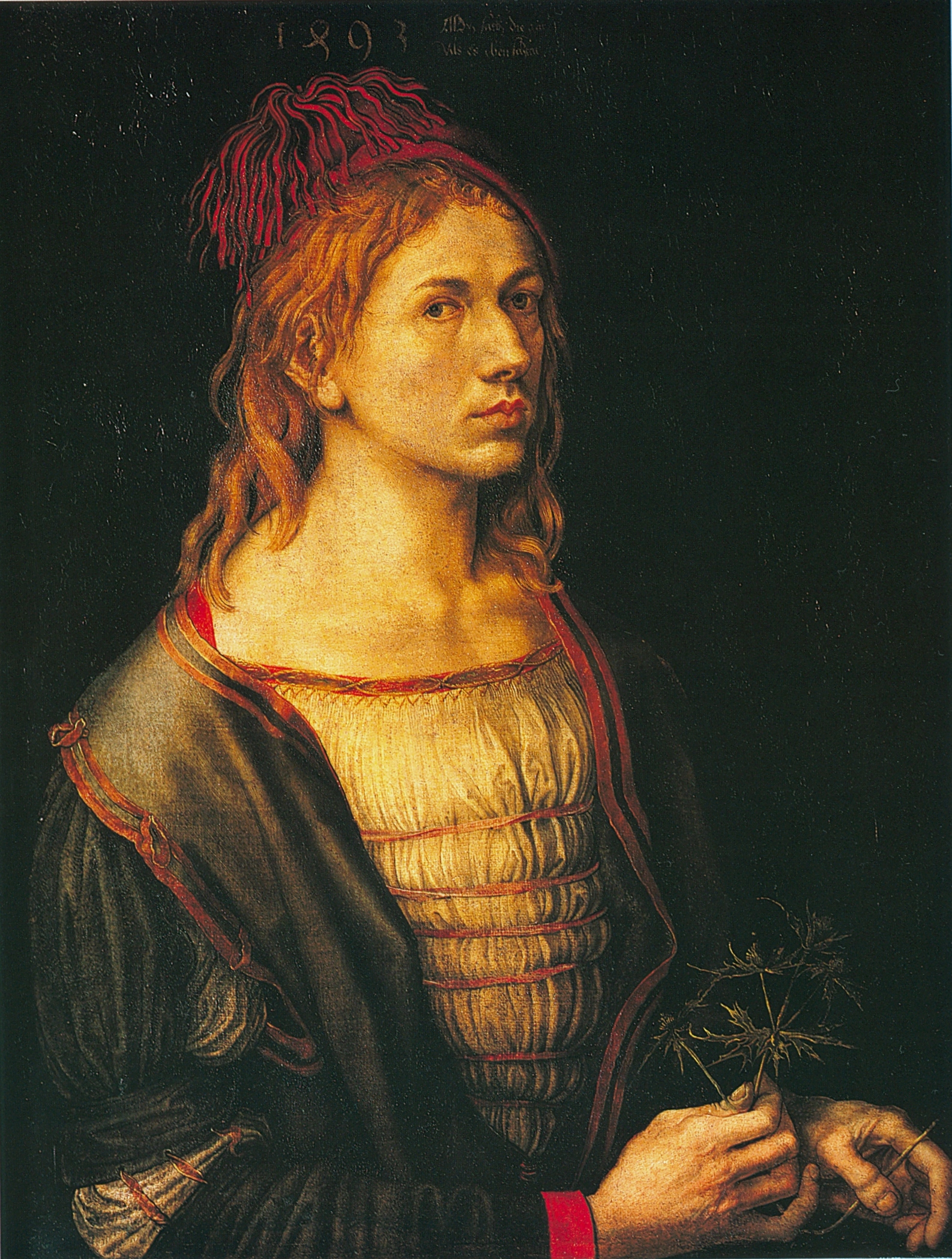
Retrato do artista segurando um cardo, 1493, musée du Louvre, Paris.
Autorretrato com Luvas, 1498, Museu do Prado, Madrid.
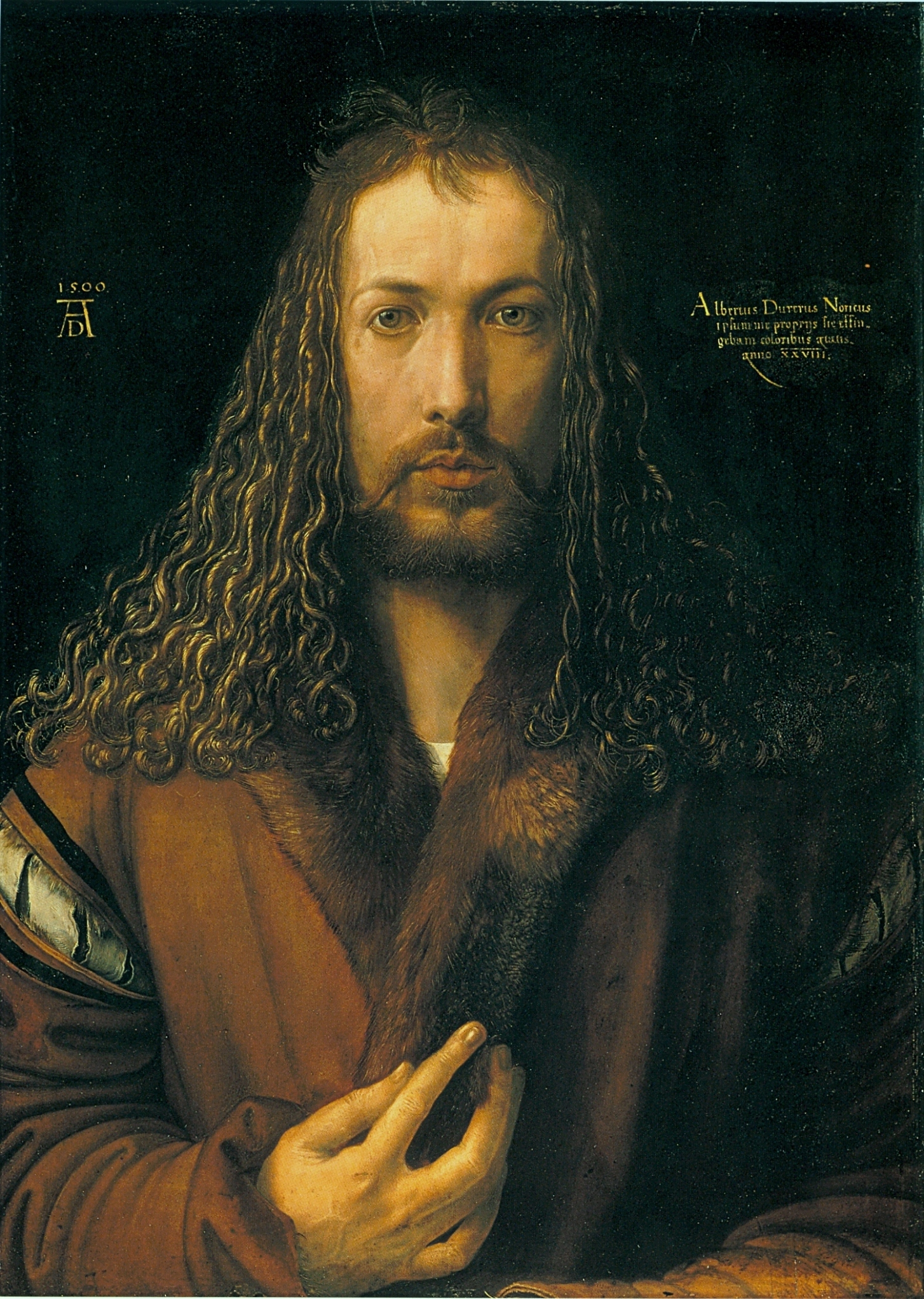
Autorretrato (Dürer, Munique), 1500, Alte Pinakothek.
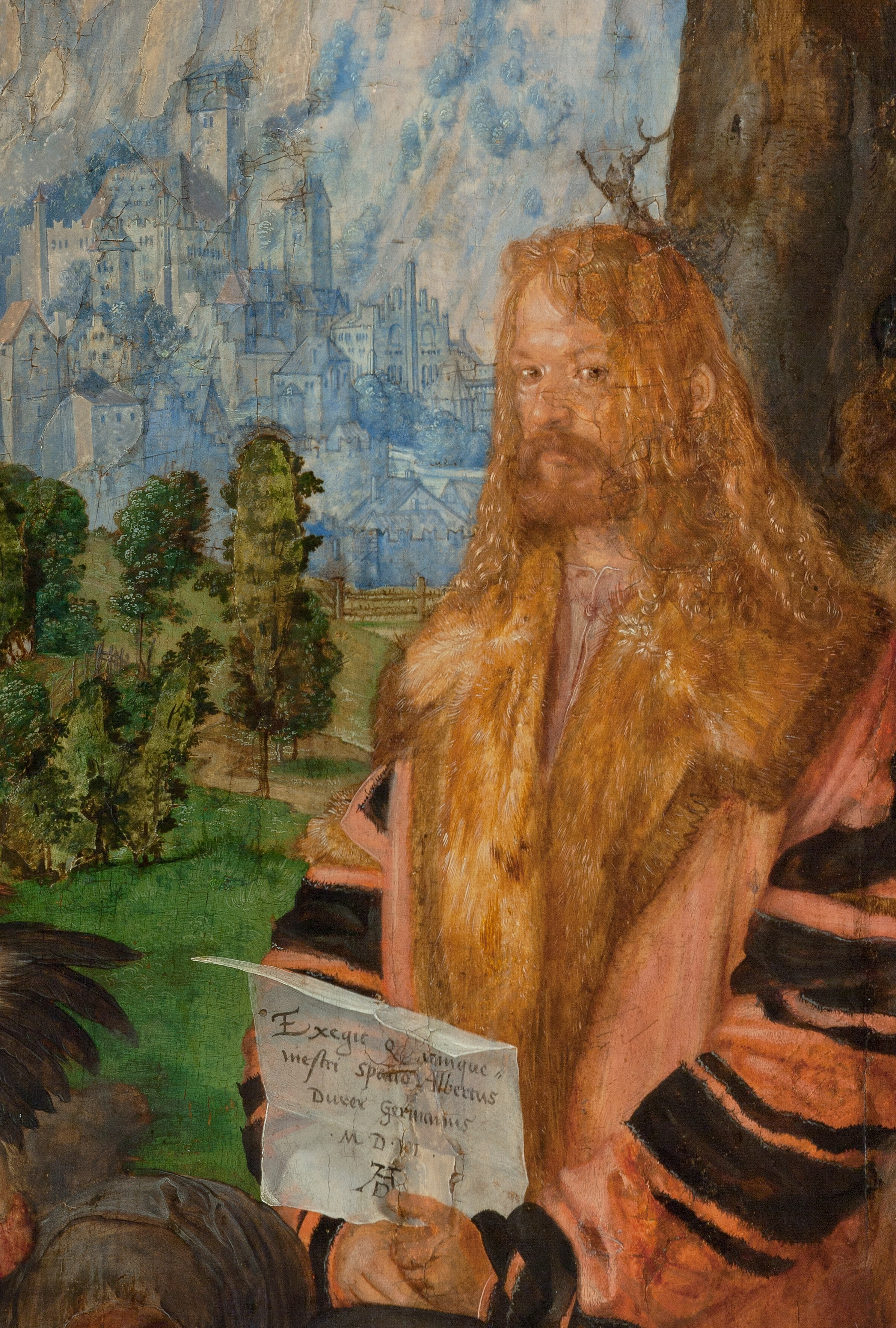
Representação de Dürer em “A Virgem da Festa do Rosário”, 1506, Galeria Nacional de Praga.
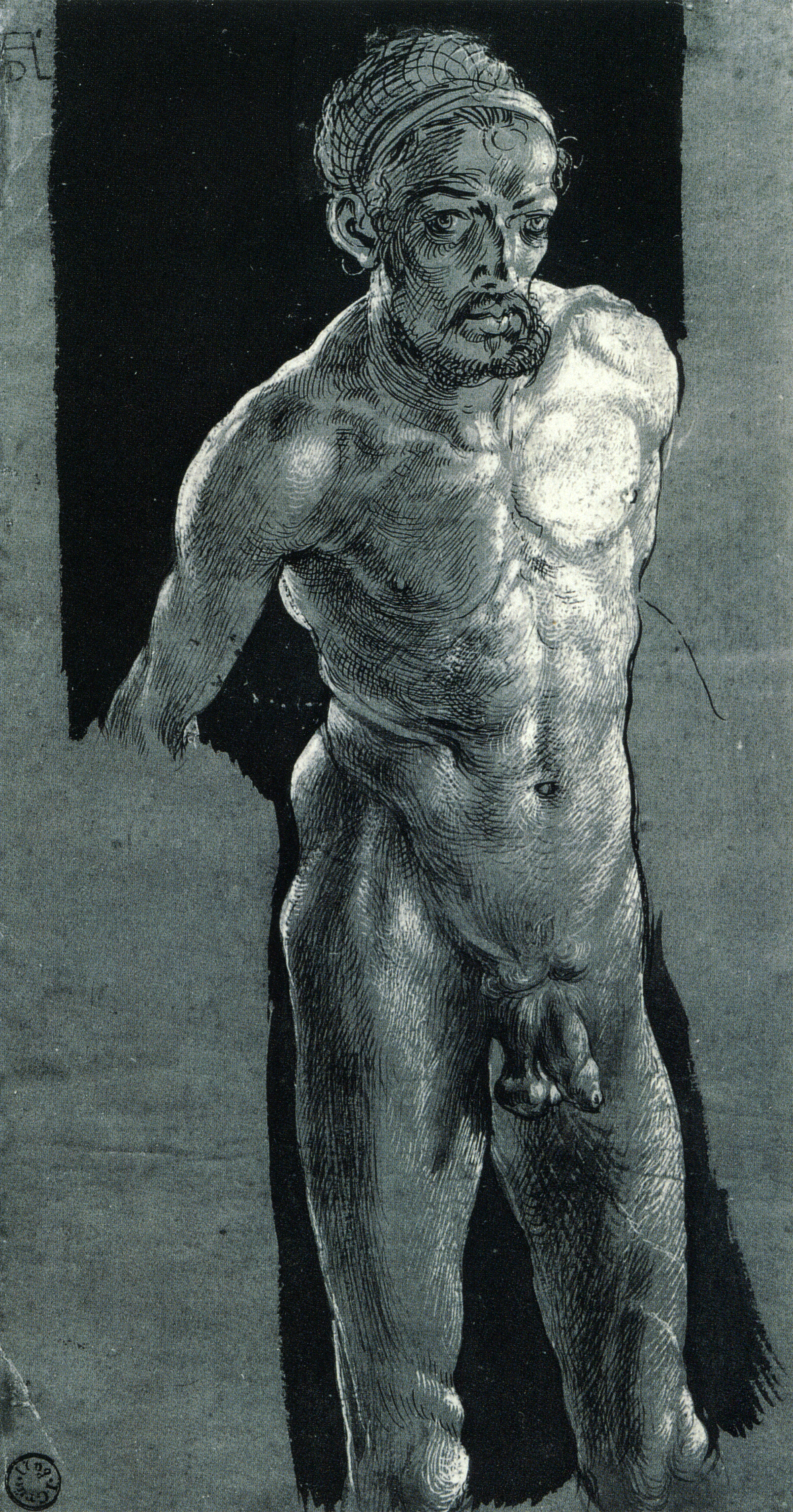
Autorretrato Nu, 1509, Château de Weimar, Weimar.